# Ходус, Владимир Алексеевич
Влади́мир Алексе́евич Хо́дус (род. 13 июля 1952, Петровское, Ставропольский край) — советский футболист, тренер в клубе «Пересвет».

## Карьера

### Клубная
С 1976 по 1977 играл в махачкалинском «Динамо», который выступал во Второй лиге первенства СССР. С 1978 по 1980 год выступал в «Металлурге» из Запорожья, за три года в первой лиге провёл 81 матч, в которых отметился 7 мячами. В 1982 выступал за «Спартак» из Костромы, с которым покинул первую лигу, в которой за костромчан провёл 4 игры.

## Тренерская карьера
После окончания футбольной карьеры остался в Запорожье, где с 1985 года тренировал юношей запорожского «Металлурга». В 1989 году получил диплом тренера по футболу высшей квалификации ВШТ (г. Москва). В 1990 был одним из тренеров уже основной команды. В 1991 тренировал «Ворсклу».
С 1992 по 1993 был главным тренером польского любительского «Турбача» из города Мшана-Дольна. В 1995 вернулся в родной край и тренировал ставропольское «Динамо», однако вскоре покинул клуб. В том же 1995 был наставником ливанского «Аль-Ахеда» из столицы страны города Бейрута, отработав в клубе 3 года перешёл в другой арабский клуб «Аль-Нахда» из Омана, который тренировал с 2000 по 2001 год[уточнить]. С 2003 по 2005 годы тренировал оманский клуб «Аль-Оруба» из Сура. В 2005 тренировал «Олком» из Мелитополя.
В «Металлурге» работает с 2008 года. Сначала был тренером, в сентябре 2009 года был назначен исполняющим обязанности главного тренера. Но вскоре стал тренером «Металлурга-2». В феврале 2018 года назначен главным тренером клуба «Кафа» Феодосия выступающего в Премьер-лиге КФС. По итогам сезона «Кафа» вылетела в любительский чемпионат после переходных матчей с «Инкомспорт-Авангардом». В 2019 году числился тренером-консультантом домодедовского клуба «Пересвет», игравшего в чемпионате Московской области. Сотрудничает с компанией «Спортивные Инновации».
9 сентября 2022 года футбольным клубом «Пересвет» был заявлен на матч второй лиги против тамбовского «Спартака» в качестве и. о. главного тренера.

## Личная жизнь
Имеет высшее образование. В 1974 году закончил Ставропольский педагогический институт.